# توماس كليري
توماس كليري (بالإنجليزية: Thomas Cleary)‏ (ولد 1949 م) هو مترجم حافل الإنتاج، أمريكي من أصل إيرلندي ويسكن في أوكلاند، كاليفورنيا في أمريكا.

## ترجمته
كليري كان له فضول عن البوذية من شبابه وبدأ بدراسة الكتب البوذية وهو يافع. حصل كليري على دكتوراه في حضارات ولغات آسية الشرقية من جامعة هارفارد.
كليري يترجم إلى الإنكليزية من عدة لقات شرقية ومن عدة حضارات كالبوذية والطاوية وقونفوشية والإسلامية. من ترجماته المهمة ترجمة لكتاب فن الحرب لسون وو وتعتبر هذه الترجمة من أشهر أعماله.
له عدة ترجمات من العربية وأهمها ترجمة للقرآن، ترجم أيضا مجموعة من الأحاديث وأقوال منسوبة إلى علي بن أبي طالب.

## مؤلفاته
من السنسكريتية والصينية واليابانية
- The Blue Cliff Record - Thomas Cleary & J.C. Cleary. Shambhala Publications, 1977
- The Taoist I Ching. Shambhala Publications, 1986
- The Buddhist I Ching. Shambhala Publications, 1987
- Book of Serenity - One Hundred Zen Dialogues. Shambhala Publications, 1988
- Opening the Dragon Gate Tuttle Publishing 1996 272 pages
- Soul of the Samurai Tuttle Publishing (October 15, 2005) 166 pages
- Training the Samurai Mind: A Bushido Sourcebook Shambhala (May 13, 2008) 288 pages
- Samurai Wisdom Tuttle Publishing (April 10, 2009) 256 pages
- Lords of the Samurai: Legacy of a Daimyo Family Asian Art Museum (June 24, 2009) 256 pages

من العربية
- The Essential Koran: The Heart of Islam - An Introductory Selection of Readings from the Quran هذه ترجمة لأجزاء من القرآن (1994) وقد استلم جورج بوش نسخة من هذا الكتاب من حمزة يوسف.[5]
- Living a Good Life: Advice on Virtue, Love and Action from the Ancient Greek Masters ترجمة لعبر وأقوال منسوبة إلى فلاسفة يونايين من امثال أرسطو وسقراط، مترجمة بالأصل من اللغة الإغريقية.
- Living and Dying with Grace: Counsels of Hadrat Ali أقوال منسوبة إلى علي بن أبي طالب (1996)
- The Wisdom of the Prophet: The Sayings of Muhammad مجموعة من الأحاديث (2001)
- The Qur'an ترجمة كاملة للقرآن (2004)

## روابط خارجية
- توماس كليري على موقع ميوزك برينز (الإنجليزية)
- توماس كليري على موقع أول ميوزيك (الإنجليزية)